# United States Bullion Depository
United States Bullion Depository – amerykański skarbiec złota na terenie Fort Knox. Zbudowany w 1936, pierwsze złoto przywieziono tutaj koleją w 1937 drugi pod względem wielkości w USA – 4570 ton czystego złota o rynkowej wartości ponad 424 miliardów dolarów (1,7 bln PLN – luty 2025 roku), co czyni go największym takim repozytorium na świecie po skarbcu Banku Rezerw Federalnych w Nowym Jorku.